# Irena Veisaitė
Irena Veisaitė  (Kaunas, 1928. január 9. – Vilnius, 2020. december 11.) litván színházi szakember, és emberjogi aktivista. 2012-ben Goethe-érmet kapott a Németország és Litvánia közötti kulturális együttműködéséhez való hozzájárulásáért. 2020-ban a Német Szövetségi Köztársaság Rendjének nagykeresztjével tüntették ki.

## Élete
Kaunasban litván zsidó családban született, a második világháború alatt túlélte a holokausztot. 1953-ban végzett germanisztika szakon a Moszkvai Állami Egyetemen. 1963-ban doktorált Leningrádban a Heinrich Heine költészetéről szóló disszertációjával, 1953-tól 1997-ig a vilniusi tanári főiskola oktatója. A litvániai nidai Thomas Mann Kulturális Központ vezetőjeként dolgozott. Litván anyanyelvén kívül oroszul, németül, angolul, részben lengyelül, franciául és észtül olvasott és beszélt.
A Litván Nyílt Társadalom Alapítvány elnökeként tevékenykedett.
Arról is ismert volt, hogy munkájában a kommunizmussal foglalkozott, és a Deutsche Welle-nek adott interjújában beszélt a kaunasi gettóban eltöltött időről, a kalandos megszöktetéséről, és a felszabadulásnak remélt, de újabb megszállásba torkollott szovjet időkről.
A férje Grigorij Kromanov észt rendező volt. 
2020. december 11-én, a Covid19 világjárvány idején Vilniusban hunyt el.

## Fordítás
- Ez a szócikk részben vagy egészben  az   Irena Veisaitė című angol Wikipédia-szócikk ezen változatának fordításán alapul.  Az eredeti cikk szerkesztőit annak laptörténete sorolja fel. Ez a jelzés csupán a megfogalmazás eredetét és a szerzői jogokat jelzi, nem szolgál a cikkben szereplő információk forrásmegjelöléseként.